# (100172) 1993 WL
(100172) 1993 WL es un asteroide perteneciente al cinturón de asteroides, descubierto el 17 de noviembre de 1993 por el equipo del Spacewatch desde el Observatorio Nacional de Kitt Peak, Arizona, Estados Unidos.